# Alphert Schimmelpenninck van der Oye

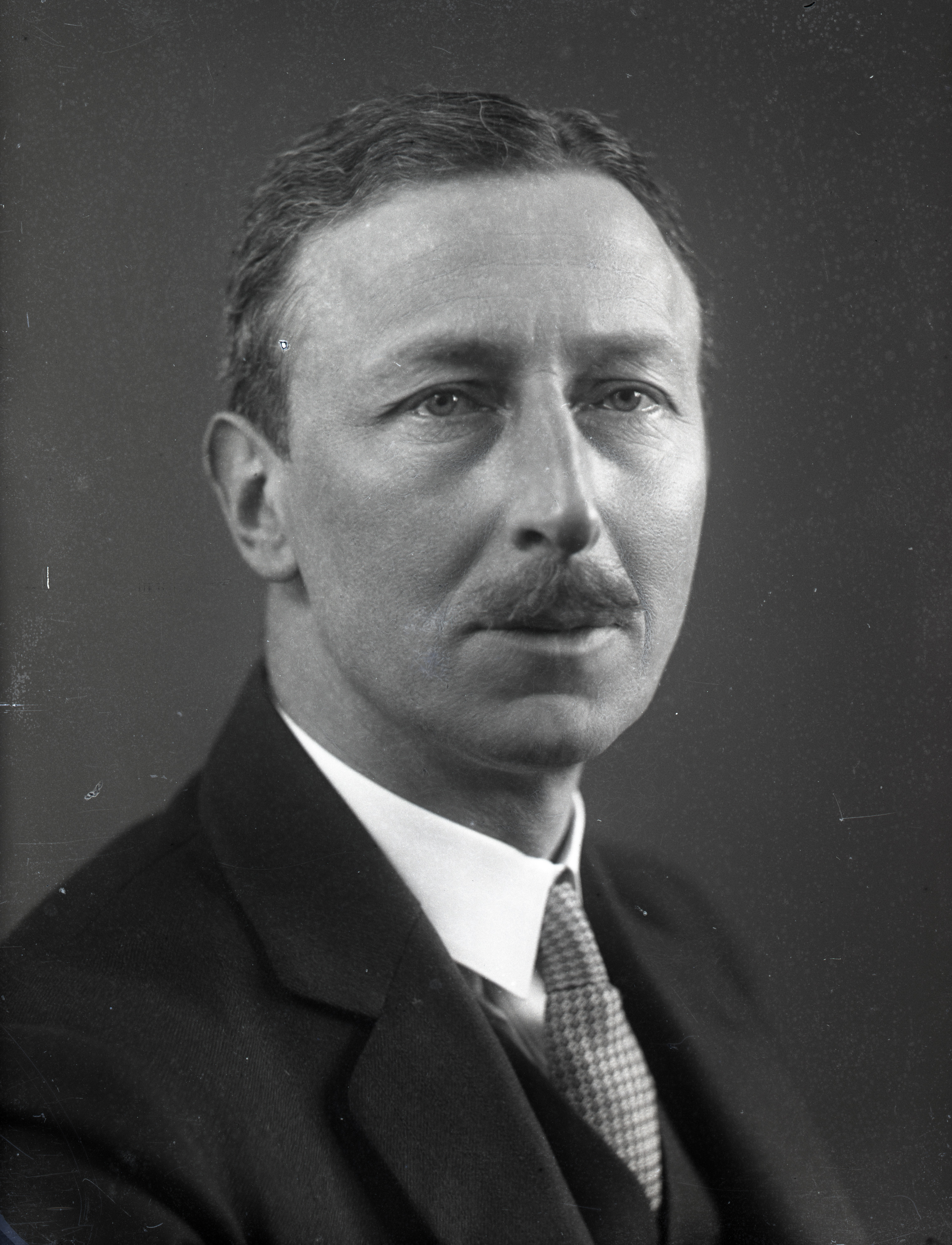
Alphert Schimmelpenninck van der Oye

Alphert Baron Schimmelpenninck van der Oye, Heer van Hoevelaken (* 6. April 1880 in Bussum; † 30. April 1943 in Baarn) war ein niederländischer Kommunalpolitiker und Sportfunktionär.

## Familie
Alphert Schimmelpenninck van der Oye entstammte einer der angesehensten Familien der Niederlande, so war er der Großneffe des niederländischen Außenministers Willem Anne Schimmelpenninck van der Oye (1800–1872).
In erster Ehe war Alphert Schimmelpenninck van der Oye mit Henriette Suzanne Frederique Huyssen van Kattendijke verheiratet. Die 1905 geschlossene Ehe wurde 1930 geschieden, ihr entstammten drei Töchter. Jüngste Tochter war die in den 1930er Jahren erfolgreiche Skiläuferin Gratia Schimmelpenninck van der Oye. Noch im selben Jahr heiratete er in zweiter Ehe Minette Adrienne „Miesje“ van Lennep (1892–1975), die Mutter der späteren Widerstandskämpferin Esmée van Eeghen; das Ehepaar bekam einen gemeinsamen Sohn, Sander.
Während der Besetzung der Niederlande durch die deutsche Wehrmacht wurde die Stieftochter Esmée von den Deutschen erschossen, ihr Bruder Dave kam 1945 im KZ Buchenwald ums Leben. Ein weiterer Angehöriger der Familie, Alexander Schimmelpenninck van der Oye, wurde im August 1942 im Geisellager Sint-Michielsgestel von den Deutschen hingerichtet, als Vergeltung für Sabotageakte von Widerstandsgruppen.

## Bürgermeisteramt

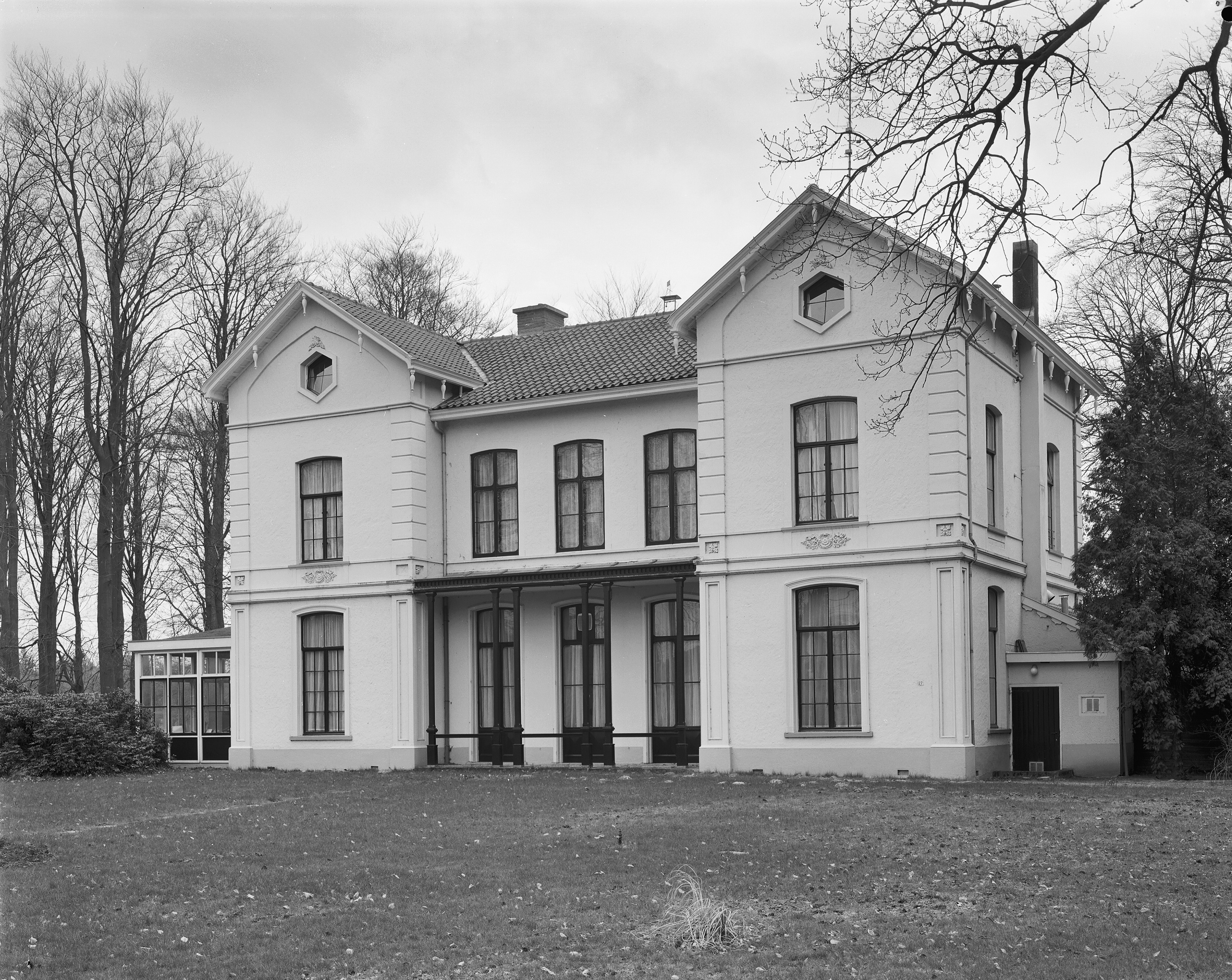
In diesem Haus lebte Schimmelpenninck mit seiner Familie während seiner Zeit als Bürgermeister von Doorn

1909 wurde Alphert Schimmelpenninck van der Oye Bürgermeister von Doorn sowie von Maarn. 1920 kam der ehemalige deutsche Kaiser Wilhelm II. nach Doorn, um in Haus Doorn seinen Wohnsitz zu nehmen. In den folgenden Jahren hatte der Bürgermeister regelmäßig persönlichen Kontakt mit dem Ex-Kaiser.

## Sport
Schimmelpenninck van der Oye war selbst sehr sportlich und wurde 1909 erster niederländischer Meister im Degenfechten.
Im April 1925 wurde Schimmelpenninck van der Oye zum Vorsitzenden des niederländischen Nationalen Olympischen Komitees gewählt, als Nachfolger des im Jahr zuvor verstorbenen Frits van Tuyll van Serooskerken. Er war zunächst wenig bekannt in der Öffentlichkeit – anders als sein umtriebiger Vorgänger –, überzeugte aber durch Ruhe, Überlegtheit und Humor. Seine Amtszeit endete mit seinem Tod im Jahre 1943.
Als die Zweite Kammer der Niederlande beschloss, die Ausrichtung der Olympischen Spiele 1928 in Amsterdam nicht finanziell zu unterstützen, da es sich um eine Veranstaltung mit „heidnischem Charakter“ handele, reagierte Schimmelpenninck van der Oye mit ungewöhnlicher Schärfe, auch zum Unwillen seiner eigenen Parteifreunde von der Christelijk-Historische Unie (CHU): „Sinds 1896 zijn we om de vier jaar te gast geweest in diverse landen. Thans was het onze beurt om gastheer te zijn. Nederland heeft zich door het Kamerbesluit gedegradeerd tot de klasse van internationale klaplopers.“ (dt. = „Seit 1896 sind wir alle vier Jahre zu Gast in verschiedenen Ländern. Jetzt war es an uns, Gastgeber zu sein. Die Niederlande haben sich durch diesen Kammerbeschluss zu internationalen Schmarotzern degradiert.“) Auf seine Initiative hin wurde ein Fonds eingerichtet, in dem innerhalb von zwei Wochen 1,5 Millionen Gulden zusammenkamen. Er selbst leitete mit gewohnter Ruhe die Organisation der Spiele, die anschließend allgemein gelobt wurden.
Als sich im Vorfeld der Olympischen Spiele 1936 in Deutschland in den Niederlanden kritische Stimmen gegen die dortige Austragung laut wurden, zeigte sich Schimmelpenninck van der Oye überzeugt, dass die Spiele in olympischer Atmosphäre und mit Respekt vor den olympischen Idealen stattfinden würden.
Seine letzte Auslandsreise und gleichzeitig letzte Amtshandlung für das IOC war eine Fahrt nach Brüssel, um dort im Januar 1942 in der Begleitung einer seiner Töchter der Trauerfeier für den belgischen IOC-Präsidenten Henri de Baillet-Latour beizuwohnen, eine Reise, die eigentlich nach den Vorschriften der deutschen Besatzer nicht erlaubt war. Nach einer späteren Schilderung der Tochter waren die deutschen Sportfunktionäre Carl Diem und Karl von Halt gemeinsam mit einer Delegation von hochrangigen NS-Offizieren angereist. Die deutsche Abordnung legte einen Kranz mit Hakenkreuz im Namen des „Führers“ und des IOC nieder, was zu Entsetzen bei den Familienangehörigen des Verstorbenen geführt habe. Nach einer Pause betretenen Schweigens habe dann ihr Vater eine Trauerrede gehalten und klargestellt, dass er derjenige sei, der im Auftrag des stellvertretenden schwedischen IOC-Präsidenten Sigfrid Edström an der Trauerfeier teilnehme.

## Ehrungen
In Doorn ist eine Straße nach Alphert Schimmelpenninck van der Oye benannt.